# Фадей Белингсхаузен
Вижте пояснителната страница за други личности с името Белингсхаузен.
Фадей Фадеевич Белингсхаузен (на руски: Фаддей Фаддеевич Беллинсга́узен; на немски: Fabian Gottlieb Thaddeus von Bellingshausen) е знаменит руски мореплавател от немски произход, адмирал.

## Произход, образование и участие в първото руско околосветско пътешествие (1778 – 1819)
Роден е на 9 септември 1778 година в град Аренсбург (днес Куресааре) на естонския остров Йозел (днес Сааремаа, тогава част от Русия), в благородно семейство балтийски германци. Образованието си получава в морския кадетски корпус в Кронщат. Участва в първото руско околосветско пътешествие през 1803 – 1806 на фрегатата „Надежда“ под командването на Иван Фьодорович Крузенщерн. В края на пътуването е повишен в чин капитан-лейтенант.

## Околосветско плаване (1819 – 1821)
В периода 1819 – 1821 Белингсхаузен ръководи околосветската експедиция с корабите „Восток“ и „Мирний“ с командир Михаил Лазарев, която е изпратена в Антарктика, за да проникне максимално в южната полярна зона.
Експедицията тръгва на 3 юли (стар стил) 1819 от Кронщад и пристига на 2 ноември в Рио де Жанейро.

### Откриване на Антарктида (16 януари 1820)
От Рио де Жанейро Белингсхаузен се отправя право на юг, като обикаля югозападния бряг на остров Южна Джорджия, открит от Джеймс Кук. На 27 декември 1819, на югозапад от Южна Джорджия, на 54°30′ ю. ш. 37°05′ з. д. / 54.5° ю. ш. 37.083333° з. д., открива о-вите Аненков, а на 3 януари 1820 в Южните Сандвичеви о-ви открива островите Лесков (56°40′ ю. ш. 28°12′ з. д. / 56.666667° ю. ш. 28.2° з. д.), Високи (56°42′ ю. ш. 27°12′ з. д. / 56.7° ю. ш. 27.2° з. д.) и Завадовски (56°20′ ю. ш. 27°35′ з. д. / 56.333333° ю. ш. 27.583333° з. д.). Оттам продължава на изток по 59° ю. ш. и два пъти се отправя далеч на юг, доколкото позволяват ледовете, като достига до 69° ю. ш. На 16 (28 януари) 1820 експедицията открива Антарктида; приближавайки се до нея в 69°21′28″ ю. ш. 2°14′50″ з. д. / 69.357778° ю. ш. 2.247222° з. д. (района на съвременния шелфов ледник Белингсхаузен). На 21 януари (2 февруари) участниците отново виждат брега, а на 5 и 6 (17 и 18) февруари експедицията достига почти до брега.
След това през февруари и март 1820 корабите се разделят и тръгват към Австралия (Порт Джексън, днес Сидни) през Индийския и Южния океан, които дотогава не били посещавани от никого. На 11 април 1820 двата кораба хвърлят котва в пристанището на Сидни, а на 8 май вдигат котва и през Куковия проток, разделящ Северния и Южния острови на Нова Зеландия се отправят към о-вите Туамоту.

### Открития в Тихия океан (1820)
Там през юли и август 1820 експедицията открива атолите: на 20 юли – Аману (третично, 9,6 км2, 17°48′ ю. ш. 140°46′ з. д. / 17.8° ю. ш. 140.766667° з. д.) и Фангатау (вторично, 6 км2, 15°49′ ю. ш. 140°53′ з. д. / 15.816667° ю. ш. 140.883333° з. д.); на 24 юли – Такуме (вторично, 5 км2, 15°48′ ю. ш. 142°12′ з. д. / 15.8° ю. ш. 142.2° з. д.) и Рароя (вторично, 41 км2, 16°01′ ю. ш. 142°26′ з. д. / 16.016667° ю. ш. 142.433333° з. д.); на 25 юли – Нихиру (20 км2, 16°42′ ю. ш. 142°50′ з. д. / 16.7° ю. ш. 142.833333° з. д.); на 26 юли – Таенга (вторично, 20 км2, 16°21′ ю. ш. 143°08′ з. д. / 16.35° ю. ш. 143.133333° з. д.); на 27 юли – Макемо (вторично, 56 км2, 16°36′ ю. ш. 143°40′ з. д. / 16.6° ю. ш. 143.666667° з. д.), Туанаке (6 км2, 16°39′ ю. ш. 144°13′ з. д. / 16.65° ю. ш. 144.216667° з. д.), Хити (3 км2, 16°44′ ю. ш. 144°05′ з. д. / 16.733333° ю. ш. 144.083333° з. д.) и Катиу (10 км2, 16°25′ ю. ш. 144°22′ з. д. / 16.416667° ю. ш. 144.366667° з. д.); на 28 юли – Таханеа (вторично, 7,7 км2, 16°52′ ю. ш. 144°46′ з. д. / 16.866667° ю. ш. 144.766667° з. д.); на 29 юли – Фааите (8,87 км2, 16°43′ ю. ш. 145°19′ з. д. / 16.716667° ю. ш. 145.316667° з. д.) и Факарава (16 км2, 16°15′ ю. ш. 145°35′ з. д. / 16.25° ю. ш. 145.583333° з. д.); на 30 юли – Ниау (вторично, 20 км2, 16°10′ ю. ш. 146°22′ з. д. / 16.166667° ю. ш. 146.366667° з. д.).
След като преминава през архипелага Туамоту флотилията пристига на 3 август на остров Таити и пребивава там до 18 август, като руските моряци се срещат с „краля“ Помаре. По време на престоя си Белингсхаузен открива на 11 август 1820, в северозападната част на архипелага Туамоту атола Матаива (16 км2, 14°53′ ю. ш. 148°43′ з. д. / 14.883333° ю. ш. 148.716667° з. д.). Същия ден корабите напускат водите на архипелага и се отправят на север-северозапад и на 15 август е открит остров Восток (0,24 км2, 10°06′ ю. ш. 152°25′ з. д. / 10.1° ю. ш. 152.416667° з. д.) в южната част на о-вите Лайн. На 10°02′ ю. ш. 161°05′ з. д. / 10.033333° ю. ш. 161.083333° з. д., в Северните Кукови о-ви, Белингсхаузен вторично открива остров Ракаханга. Оттам флотилията се отправя на югозапад, преминава покрай о-вите Вавау и на 31 август в югоизточната част на о-вите Фиджи открива островите Тувана-и-Ра (21°00′ ю. ш. 178°44′ з. д. / 21° ю. ш. 178.733333° з. д.) и Тувана-и-Толо (21°02′ ю. ш. 178°51′ з. д. / 21.033333° ю. ш. 178.85° з. д.), а на 1 септември, на 20°39′ ю. ш. 178°44′ з. д. / 20.65° ю. ш. 178.733333° з. д. – о-вите Оно-Илау, където руските моряци слизат на брега и се срещат с местните жители. На 4 септември корабите вдигат котва и се отправят към Порт Джексън, където пристигат на 21 септември. След като пребивават там до 11 ноември 1820 „Востик“ и „Мирний“ тръгват към второто си антарктическо плаване.

### Нови открития в Антарктика (1821)
От остров Макуори 54°38′ ю. ш. 158°52′ и. д. / 54.633333° ю. ш. 158.866667° и. д., разположен на юг от Нова Зеландия, експедицията се отправя право на юг, а след това на изток и три пъти пресича Южната полярна окръжност. На 10 януари 1821, на 70° ю.ш. и 105° з.д., Белингсхаузен среща паков лед и е принуден да тръгне на север. След това, на 68°50′ ю. ш. 90°30′ з. д. / 68.833333° ю. ш. 90.5° з. д., открива остров Петър I и Земя Александър I, и се насочва към Южните Шетлъндски о-ви, където на 25 януари 1821 открива островите Гринуич (Березина, 62°30′ ю. ш. 59°50′ з. д. / 62.5° ю. ш. 59.833333° з. д.), Ливингстън (Смоленск, 62°35′ ю. ш. 60°30′ з. д. / 62.583333° ю. ш. 60.5° з. д.), Робърт (Полоцк, 62°24′ ю. ш. 59°32′ з. д. / 62.4° ю. ш. 59.533333° з. д.), Нелсън (Лайпциг, 62°18′ ю. ш. 59°05′ з. д. / 62.3° ю. ш. 59.083333° з. д.), Кинг Джордж (Ватерлоо, 62°00′ ю. ш. 58°26′ з. д. / 62° ю. ш. 58.433333° з. д.), и Смит (Бородино, 62°57′ ю. ш. 62°30′ з. д. / 62.95° ю. ш. 62.5° з. д.), на 27януари Гибс (Рожнов, 61°30′ ю. ш. 55°33′ з. д. / 61.5° ю. ш. 55.55° з. д.), на 29 януари Сноу (Малоярославец, 62°45′ ю. ш. 61°26′ з. д. / 62.75° ю. ш. 61.433333° з. д.), Елефант (Мордвинов, 61°03′ ю. ш. 55°10′ з. д. / 61.05° ю. ш. 55.166667° з. д.) и Кларънс (Шишков, 61°08′ ю. ш. 54°05′ з. д. / 61.133333° ю. ш. 54.083333° з. д.).
На 30 януари 1821, поради лошото състояние на корабите, Белингсхаузен взема решение да прекрати по-нататъшното плаване в южните полярни ширини и се отправя на север. След извършен ремонт в Рио де Жанейро, на 24 юли (5 август) 1821 след 751-дневен поход експедицията се завръща в Кронщат.
Плаването на Белингсхаузен съвсем справедливо се определя като едно от най-важните и трудни. Знаменитият изследовател Джеймс Кук през 70-те години на 18 век първи достига Южното полярно море и виждайки на няколко места плътен лед обявява, че по-нататък е невъзможно да се проникне на юг. Повярват му и следващите 45 години не се организират южно-полярни експедиции. Белингсхаузен доказва неверността на това мнение и прави невероятно много за изследването на южно-полярните области. Неговата книга „Двукратные изыскания в Южном Ледовитом океане и плавание вокруг света в продолжение 1819 – 1821, совершенные на шлюпах „Восток“ и „Мирный““ (Спб., 1831) и до днес се радва на интерес.

## Следващи години (1821 – 1852)
След завръщането си от плаването Белингсхаузен получава чин контраадмирал и участва в обявената от Русия война срещу Османската империя. След това командва ескадра от Балтийския флот, а през 1839 е назначен за военен губернатор на Кронщат. На този пост получава чин адмирал и орден Владимир I степен.
Умира на 13 януари 1852 година в Кронщат на 73-годишна възраст.

## Памет
През 1870 г. в Кронщат е издигнат паметник на Фадей Белингсхаузен.
Неговото име носят:
- връх Белингсхаузен (75°12′ ю. ш. 162°25′ и. д. / 75.2° ю. ш. 162.416667° и. д.) – в Антарктида;
- връх Белингсхаузен – на остров Сахалин;
- залив Белингсхаузен (49°29′ с. ш. 144°14′ и. д. / 49.483333° с. ш. 144.233333° и. д.) – на Охотско море, на източния бряг на остров Сахалин;
- залив Фадей (76°36′ с. ш. 107°25′ и. д. / 76.6° с. ш. 107.416667° и. д.) – в море Лаптеви, на североизточното крайбрежие на п-ов Таймир;
- лунен кратер Белингсхаузен;
- море Белингсхаузен (71° ю. ш. 85° з. д. / 71° ю. ш. 85° з. д.) – в южната част на Тихия океан, край бреговете на Антарктида;
- нос Белингсхаузен – в Антарктида;
- нос Белингсхаузен (49°30′ с. ш. 144°14′ и. д. / 49.5° с. ш. 144.233333° и. д.) – на източния бряг на остров Сахалин;
- нос Белингсхаузен (54°03′ ю. ш. 37°14′ з. д. / 54.05° ю. ш. 37.233333° з. д.) – на северния бряг на остров Южна Джорджия;
- нос Фадей (76°54′ с. ш. 107°30′ и. д. / 76.9° с. ш. 107.5° и. д.) – на североизточното крайбрежие на п-ов Таймир;
- остров Белингсхаузен (Моту-Оне, 15°49′ ю. ш. 154°30′ з. д. / 15.816667° ю. ш. 154.5° з. д.) – в Дружествените о-ви;
- остров Белингсхаузен (59°25′ ю. ш. 27°05′ з. д. / 59.416667° ю. ш. 27.083333° з. д.) – в Южна Джорджия и Южни Сандвичеви острови;
- о-ви Фадей (77°03′ с. ш. 107°09′ и. д. / 77.05° с. ш. 107.15° и. д.) – в море Лаптеви, на североизточното крайбрежие на п-ов Таймир;
- плитчина Белингсхаузен – в Аралско море;
- подводна котловина Белингсхаузен (58° – 66° ю.ш., 78° – 130° з.д.) – в южната част на Тихия океан;
- полярна станция Белингсхаузен (69°12′ ю. ш. 58°58′ з. д. / 69.2° ю. ш. 58.966667° з. д.) – на остров Кинг Джордж, в Южни Шетлъндски острови;
- шелфов ледник Белингсхаузен (69°13′ ю. ш. 0°23′ з. д. / 69.216667° ю. ш. 0.383333° з. д.) – на Брега Принцеса Марта, Антарктида.